# Venceremos / UP
Venceremos / UP o Venceremos!! es un EP interpretado por los artistas chilenos de la Nueva Canción Chilena Quilapayún, Isabel Parra y Ángel Parra, estos últimos hijos de Violeta Parra y miembros del dúo Isabel y Ángel Parra. Fue lanzado en 1970 por el sello discográfico DICAP.
El nombre del disco se debe a la temática de las canciones, y en especial de la primera del Lado A, «Venceremos», considerada el himno de la Unidad Popular. La versión catalogada de DICAP, llamada UP / Venceremos, incluye la primera versión de este tema, creada para la campaña presidencial de Salvador Allende e interpretada por Quilapayún y la Orquesta Sinfónica Popular., mientras que otra versión independiente, con la carátula de un niño sonriendo y cruzándose de brazos, incluye la segunda versión.

## Lista de canciones
| Lado A (UP) |                                            |                            |             |          |  |
| N.º         | Título                                     | Música                     | Intérprete  | Duración |  |
| 1.          | «Venceremos»                               | Víctor Jara, Sergio Ortega | Quilapayún* | 2:23     |  |
| 2.          | «La carta» (o «Los hambrientos piden pan») | Violeta Parra              | Quilapayún  | 2:54     |  |
| 5:17        |                                            |                            |             |          |  |

| Lado B (Venceremos) |                                |              |              |          |  |
| N.º                 | Título                         | Música       | Intérprete   | Duración |  |
| 3.                  | «Unidad Popular»               | Ángel Parra  | Ángel Parra  | 3:39     |  |
| 4.                  | «En septiembre canta el gallo» | Isabel Parra | Isabel Parra | 2:37     |  |
| 6:16                |                                |              |              |          |  |

(*): En la versión de Dicap es interpretada junto con la Orquesta Sinfónica Popular.